# Fuentepiñel
Fuentepiñel is een gemeente in de Spaanse provincie Segovia in de regio Castilië en León met een oppervlakte van 12,03 km². Fuentepiñel telt 97 inwoners (1 januari 2016).

## Demografische ontwikkeling
Bron: INE, 1857-2011: volkstellingen